# Bergslagsdiagonalen
Bergslagsdiagonalen (deutsch: „Bergslagdiagonale“ nach einem alten Namen der Region, bergslag bedeutet etwa „Gesetz des Berges“) wurde als Name für eine Reiseroute in Schweden gewählt, die einen beträchtlichen Teil durch die Region Bergslagen führt, die durch Erzabbau zu weltweitem Ruhm gelangte.
Etwa 90 Kilometer nördlich von Jönköping beginnt bei Mjölby die Reichsstraße (Riksväg) 50, die das schwedische Inland bis nach Söderhamn an der Küste Hälsinglands durchzieht. Am Wegrand taucht in regelmäßigen Abständen eine Beschilderung mit der Aufschrift Bergslagsdiagonalen auf.
Die 466 Kilometer lange Route führt auf dem Weg nach Norden vorbei an Askersund an der Nordspitze des Vätternsees, der Stadt Örebro mit ihrem historischen Marktplatz und das alte Bergbaugebiet um den Kopparberg. Die Straße führt durch  Wälder und bergiges Gelände nach Borlänge und zur Kupfergrube von Falun, heute UNESCO-Welterbestätte, um dann Richtung Osten vorbei an Bollnäs zur Hafenstadt Söderhamn zu gelangen.

## Hintergrund
Das Förderprojekt Bergslagsdiagonalen/Reichsstraße 50 wurde ins Leben gerufen, um die wirtschaftliche Situation der 17 beteiligten Gemeinden entlang der Strecke zu stärken. Der Name Bergslagsdiagonalen soll sich als fester Begriff einprägen und in erster Linie Touristen anziehen. Als Folge erwartete man die Schaffung neuer Arbeitsplätze. Die Streckenteile der Reichsstraßen 50 und 60, sowie der Landstraßen 294 und 301 wurden im Jahre 2001 zur gemeinsamen Bezeichnung in Bergslagsdiagonalen/Reichsstraße 50 vorgeschlagen. Üblich ist aber immer noch eine Doppelbeschilderung.

### Beteiligte Gemeinden
Der Interessenverband setzt sich aus folgenden Gemeinden zusammen, von Süden nach Norden betrachtet: Ödeshög, Vadstena, Motala, Askersund, Hallsberg, Kumla, Örebro, Nora, Lindesberg, Ljusnarsberg, Ludvika, Borlänge, Falun, Ovanåker, Bollnäs, Söderhamn und Hudiksvall.